# HE Butt Grocery

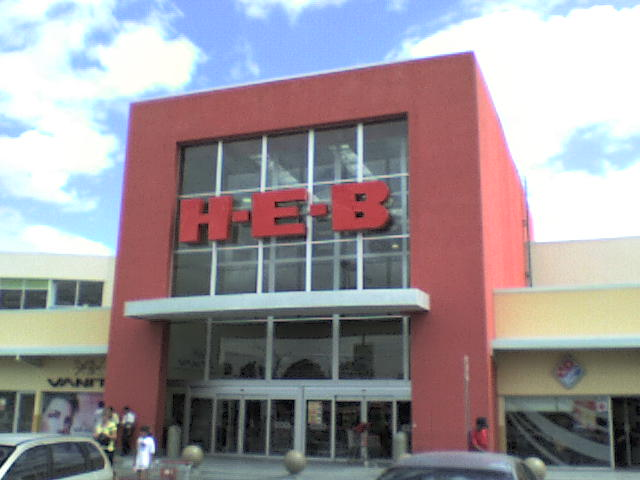
Filiale im mexikanischen Torreón

H-E-B (H.E.Butt Grocery Company LP) ist ein privat geführtes US-amerikanisches Lebensmitteleinzelhandelsunternehmen mit Sitz in San Antonio, Texas. H-E-B hatte 2022 mehr als 420 Filialen, davon mehr als 360 Filialen in ganz Texas sowie rund 50 Filialen im Norden Mexikos. Hinzu kommen 12 Lebensmittelfabriken. Von H-E-B werden Supermärkte unter den Marken H-E-B, H-E-B Plus!, Central Market, Mi Tienda und Joe V’s Smart Shop betrieben.
Im Unternehmen waren im Jahre 2022 154.000 Mitarbeiter beschäftigt und es wurde ein Umsatz von 38,9 Milliarden USD erwirtschaftet. H-E-B war 2022 das sechstgrößte nicht-börsennotierte Unternehmen der USA.

## Geschichte

### Die Anfänge
Das Unternehmen wurde 1905 von Florence Thornton Butt in Kerrville, Texas, gegründet, als sie im Erdgeschoss eines Wohnhauses einen Ladenfläche für 9 USD monatlich mit ihren Ersparnissen von 60 USD mietete C.C: Butt Staple and Fancy Groceries, der im ersten Monat einen Umsatz von 50,60 USD erwirtschaftete. Ihr Mann, Charles Butt war Apotheker in Memphis, Tennessee, doch als er an Tuberkulose erkrankte, zog die Familie auf der Suche nach einem trockeneren Klima nach Kerrville.

### Schwierige Phase
1919 übernahm ihr jüngster Sohn Howard Edward Butt das Geschäft, als er aus dem Ersten Weltkrieg zurückgekehrt war. Er benannte den Laden 1922 in C.C. Butt Cash Grocery um. Auf Grund des Erfolges wurden 1924 Geschäfte in Center Point, Junction, Brady und Brownwood und zwei weiteren Standorten, ebenfalls in Texas, eröffnet, die alle sechs jedoch wieder erfolglos schließen mussten, da die Städte zu klein waren und es Howard Butt an Erfahrung fehlte.

### Beginnender Erfolg
1926 eröffnete er einen weiteren Laden in Del Rio, der ein Erfolg wurde. 1927 kaufte er drei Piggly Wiggly-Geschäfte im Rio Grande Valley hinzu, wofür er sich 38.000 USD lieh. 1929 verlegte er die Unternehmenszentrale nahe der mexikanische Grenze, nach Harlingen, wo er auch das erste Warenverteilzentrum der Kette eröffnete. Dieses wurde 1933 durch einen Hurrikan zerstört, aber wieder aufgebaut. 1931 setze das Unternehmen, das inzwischen 17 Geschäfte betrieb, 2 Millionen USD jährlich um.

### Umfirmierung und Wachstum
1935 benannte Howard Edgar Butt das Unternehmen in H.E. Butt Grocery Company um. 1936 kaufte er in Harlingen eine Konservenfabrik und gründete eine Bäckerei in Corpus Christi, mit deren Waren er seine Filialen belieferte. Durch die Spezialisierung auf günstige Produkte konnte Butt die Great Depression (1929–1939) wirtschaftlich überstehen und die Kette auf 28 Geschäfte ausbauen. 1940 zog die Firmenzentrale und das Warenverteilzentrum nach Corpus Christi um, um die Filialen zentraler beliefern zu können.

### Entwicklung der heutigen Marke
Im Jahr 1946 eröffnete das Unternehmen seine erste Filiale unter H-E-B, der Kurzform des Unternehmensnamens in San Antonio. 1949 eröffnete H-E-B in Corpus Christi seinen ersten Supermarkt auf rund 3.000 m².
1953 arbeiteten bereits 2.000 Mitarbeiter in dem nun 60 Filialen umfassenden Unternehmen. Nachdem die Unternehmensgründerin Florence Butt am 4. März 1954 im Alter von 89 Jahren starb, blieb zu ihren Ehren jede H-E-B-Filiale einen Tag lang geschlossen. Drei Monate später wurde eine erweiterte H-E-B-Filiale – in Kerrville mit mehr als 10.000 Quadratmetern Verkaufsfläche eröffnet.

### Generationswechsel
In den 1960er-Jahren arbeiteten die Söhne von H.E. Butt, Howard Butt Jr. und Charles Butt, an der Seite ihres Vaters in dem Unternehmen. Howard Jr. verließ jedoch H-E-B, um unter Billy Graham Laienpriester zu werden. Charles Butt, der jüngste Sohn von Howard Edward Butt, wurde 1971 Präsident und CEO des Unternehmens, das in diesem Jahr einen Jahresumsatz von 250 Millionen USD machte. 1976 wurde eine eigene Molkerei eröffnet. In diesem Jahr nimmt H-E-B auch zum ersten Mal seit Gründung Alkohol in das Sortiment auf und begann Sonntags zu öffnen. Hier setzte sich Charles Butt gegen seinen Vater, der strenger Baptist war durch, um schleppende Umsätze anzukurbeln. Im Jahr 1980, des Jahres des 75. Geburtstags des Unternehmens, konnte Charles Butt die Umsatzschallmauer von 1 Milliarde USD durchbrechen.

### Starkes Wachstum
1985 zog die Unternehmenszentrale von H-E-B nach San Antonio. Zu diesem Zeitpunkt wurden 148 H-E-B-Filialen betrieben. 1988 war H-E-B, laut Forbes, das sechsunddreißiggrößte nicht-börsennotiertes Unternehmen in den Vereinigten Staaten, mit einem Jahresumsatz von 2 Milliarden USD. Im Jahre 1991 verstarb Howard E. Butt, der immer noch im Vorstand von H-E-B tätig war, im Alter von 89 Jahren. Zu diesem Zeitpunkt war das Unternehmen auf 175 Filialen und 21 Videotheken, ein Molkerei, eine Brotfabrik, eine Fleischverarbeitungsfabrik, eine Eiskremfabrik, einen Verpackungs- und Konservenbetrieb, eine Abteilung für Fuhrparkwartung und Bauwesen sowie 30.000 Mitarbeiter angewachsen. Im Jahr 1995 umfasste das Unternehmen 224 Geschäfte, die ausnahmslos in Texas waren. 1997 wurde in Monterrey der erste H-E-B-Supermarkt in Mexiko eröffnet.

### Nach der Jahrtausendwende
Im Jahr 2005 wurde das Unternehmen 100 Jahre alt. 2006 führte H-E-B Mi Tienda ein, eine Lebensmittelkette, die besonders viele Artikel führt, die auf die Bedürfnisse der großen Gruppe der aus Lateinamerika eingewanderten Migranten in Texas ausgerichtet ist.
2017, mit der Überschreitung der 100.000 Mitarbeiter-Grenze, wurde H-E-B zum größten Arbeitgeber Texas'.
2022 wurden mit 154.000 Beschäftigten mehr als 360 Filialen in Texas und 50 Filialen in Mexiko , sowie 12 Lebensmittelfabriken ein Umsatz von 38,9 Milliarden USD erwirtschaftet.
2023 benannte H-E-B seine 12 Coveniencestores einheitlich in H-E-B Fresh Bites um.

## Wohltätigkeit
1934 gründete Butt eine Stiftung, die H.E. Butt Foundation, Seit Bestehen von H-E-B wurden, laut Unternehmensangaben, etwa 5 Prozent aller Gewinne vor Steuern an gemeinnützige und wohltätige Organisationen gespendet, um das Engagement des Unternehmens für die Gemeinschaft zu unterstreichen. So wurden zum Beispiel Tenniszentren in Corpus Christi, Harlingen, Donna, Edinburg, Victoria, und Pharr errichtet. Hierfür wurde Howard Butt 1982 auch in die Texas Tennis Museum and Hall of Fame in Waco aufgenommen.

## Belege
1. 1 2 3  H-E-B Grocery Company | Company Overview & News. In: Forbes. 2023, abgerufen am 18. August 2023 (amerikanisches Englisch).
2. 1 2 3 4 5  Neal Morton: H-E-B started as small store 110 years ago. San Antonio Express News, 10. März 2015, abgerufen am 18. August 2023 (amerikanisches Englisch).
3. 1 2  History. In: H-E-B. 2023, abgerufen am 18. August 2023 (amerikanisches Englisch).
4. 1 2  Mary Whitfill Roeloffs: Aldi, Winn-Dixie Merger Joins Two Fan-Favorite Supermarkets—Here Are The Other Grocery Stores That Rule Their Regions. In: Forbes. 16. August 2023, abgerufen am 17. August 2023 (amerikanisches Englisch).
5. 1 2  Michael Johnsen: H-E-B captures 110-year heritage in 12 words. In: Drug Store News. 6. November 2015, abgerufen am 18. August 2023 (amerikanisches Englisch).
6. 1 2  Robyn Ross: How Florence Butt—Not Her Son—Launched the H-E-B Empire. In: Texas Monthly. 23. Februar 2023, abgerufen am 18. August 2023 (amerikanisches Englisch).
7. 1 2 3 4 5 6 7 8 9 10  Elliot Zwiebach: A Texas-grown  success Story. 31. Januar 2005, abgerufen am 18. August 2023 (amerikanisches Englisch).
8. 1 2 3 4 5 6 7 8 9  Diana J. Kleiner: H-E-B. In: Texas State Historical Association. 1. November 1995, abgerufen am 18. August 2023 (amerikanisches Englisch).
9. 1 2  Howard E. and Mary Butt House. In: Texas Historical Markers. Abgerufen am 18. August 2023 (amerikanisches Englisch).
10. 1 2  Sarah Thurmond: How the Founder of H-E-B Set Out to Bring Tennis to Everyone. Texas Highways, 18. März 2021, abgerufen am 18. August 2023 (amerikanisches Englisch).
11. ↑  Timothy Fanning: H-E-B banned booze for decades — and 5 other facts you didn't know about the San Antonio grocer. In: San Antonio Express-News. 18. August 2023, abgerufen am 18. August 2023 (amerikanisches Englisch).
12. ↑  Howard E. Butt Jr., Grocery Empire Heir Who Spread a Gospel, Dies at 89 (Published 2016). 17. September 2016 (nytimes.com [abgerufen am 18. August 2023]).
13. ↑  Priya Krishna: Texas’s Favorite Grocery Store Is a Way of Life. In: Eater.com. 11. Dezember 2018, abgerufen am 19. August 2023 (englisch).
14. ↑  H-E-B becomes largest private employer in Texas with 100K employees. In: C. B. S. Austin. 12. April 2017, abgerufen am 18. August 2023 (amerikanisches Englisch).
15. ↑  Greg Lindenberg on Apr. 19, 2023: H-E-B rebrands its convenience stores to 'H-E-B Fresh Bites'. In: Winsight Grocery Business. 18. April 2023, abgerufen am 19. August 2023 (amerikanisches Englisch).
16. ↑  Our History. In: Hedfdn.org. H.E. Butt Foundation, abgerufen am 18. August 2023 (amerikanisches Englisch).